# Ray Davies
Raymond Douglas "Ray" Davies (Londres, 21 de junio de 1944) es un músico,cantautor, productor  y compositor de rock británico, más conocido como el cantante de The Kinks donde tocaba con su hermano menor Dave. También ha actuado, dirigido y producido shows para televisión.
Desde la separación de The Kinks en 1996 desarrolla una carrera en solitario como cantautor.

## Biografía

### Juventud (1944-1964)

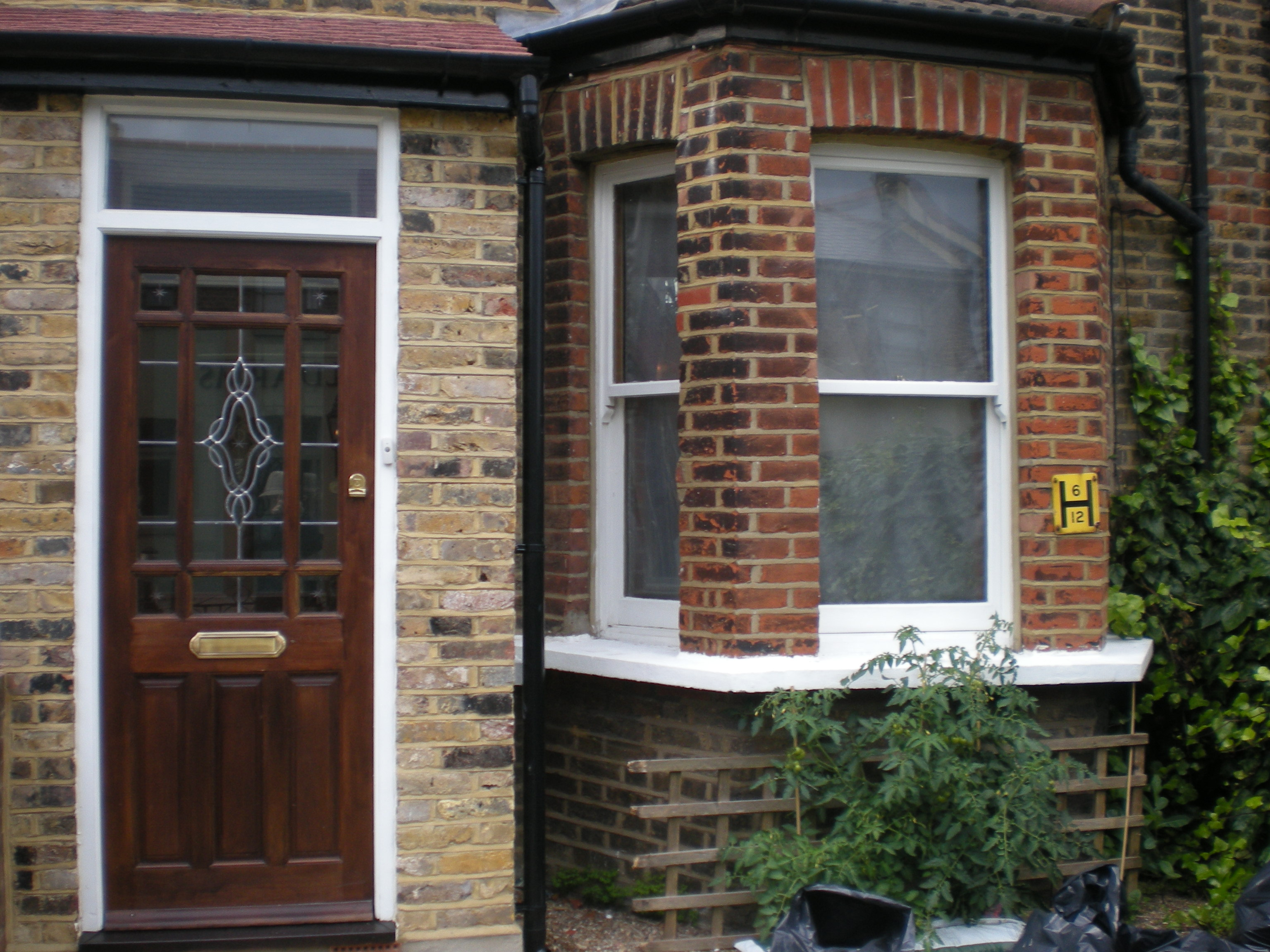
6 Denmark Terrace, lugar de nacimiento de Ray y Dave Davies

Ray Davies nació en el número 6 de Denmark Terrace, Fortis Green en Muswell Hill, situado al norte de Londres el 21 de junio de 1944. Sus padres, Fred y Annie Davies tuvieron ocho hijos, de los cuales Ray, es el séptimo. Fue junto a su hermano menor, Dave Davies, quienes, más tarde, fundarán The Kinks. Durante sus primeros años de juventud, tanto Ray como su hermano Dave, se interesaron por la música. Ray recibió su primera guitarra a la edad de 16 años, siendo un regalo de su hermana Rene; ese mismo año recibió sus primeras clases de guitarra por parte de su cuñado Mike Piker. Finalmente en 1960 realizaron su primera actuación en público. Realizó sus estudios obligatorios en el colegio William Grimshaw Secondary Modern School (ahora llamado Fortismere School), donde conoció a Pete Quaife y a John Start, los cuales se unirán a Ray y Dave para formar su primera banda, Ray Davies Quartet, que actuarán en las fiestas locales.
Ray entró en el Hornsey College of Art de Londres en 1962; tras un año, decide cambiarse de escuela y realizar sus estudios en Croydon Art School, debido a su interesante programa de teatro y cine. En esta época la banda sufrirá una serie de cambios en los nombres, pasando de llamarse Ramrods a nombrarse Boll Weevil y The Ravens. Finalmente en 1964, Ray se encarga de la voz principal y se convierte en el principal escritor y líder del grupo. Ese mismo año el grupo firmó su primer contrato, con Pye Records. The Ravens pasan a adoptar el nombre definitivo del grupo, The Kinks, sugerido por su mánager Larry Page.

### The Kinks (1964-1996)
En 1964 The Kinks realiza una actuación en el famoso pub Camden Head y Mick Avory se une al grupo sustituyendo a John Start, formando la agrupación definitiva. Ese año el grupo se inició en el estilo R&B y en agosto, Ray Davies crea sus primeras grandes composiciones "You Really Got Me" y "All Day and All of the Night" las canciones llegan a ser un éxito y ocupan el primer puesto de las listas británicas y el séptimo de las americanas. En octubre, finalmente, el grupo saca su primer álbum, The Kinks, influenciado por el proto-metal, el protopunk y el power chord basado en el hard rock. El grupo utiliza en estas canciones un característico sonido de guitarra; este sonido será copiado más tarde por las bandas de garaje y serán las bases del punk y del heavy metal.
En diciembre de 1964 Ray Davies se casa con su primera mujer, Rasa Didzpetris, en la iglesia
de Saint Joseph en Packington, Bradford. Rasa realizará los coros de sus canciones durante los sesenta.
Sin embargo en 1965, las composiciones estridentes y de gran dinamismo, fueron sustituidas por un estilo más suave y con un sonido más introspectivo, tal vez influido por la prematura muerte de Renée, la hermana mayor que había regalado a Ray su primera guitarra en junio de 1957. De esta época son las composiciones "Tired of Waiting for You", "Nothin' in the World Can Stop Me Worryin' 'Bout That Girl", "Set Me Free", "I Go to Sleep", "Ring the Bells" y "See My Friends". Esta última incorpora un bordón de sitar, acreditado por Jonathan Bellman como la primera aparición en una canción pop de este elemento de la música clásica india, raga, seis meses antes que la canción de The Beatles' "Norwegian Wood". Desde este momento Ray y el grupo empezaron a ampliar su paleta musical iniciando una inusual incursión en el recién estrenado rock psicodélico. En julio de 1965, Ray y el grupo tuvieron un problema con la Agencia Americana y la Unión Americana de Músicos, lo que provocó que The Kinks tuvieran prohibido actuar en Estados Unidos hasta 1969.

#### Encarnación histriónica (1973–1976)

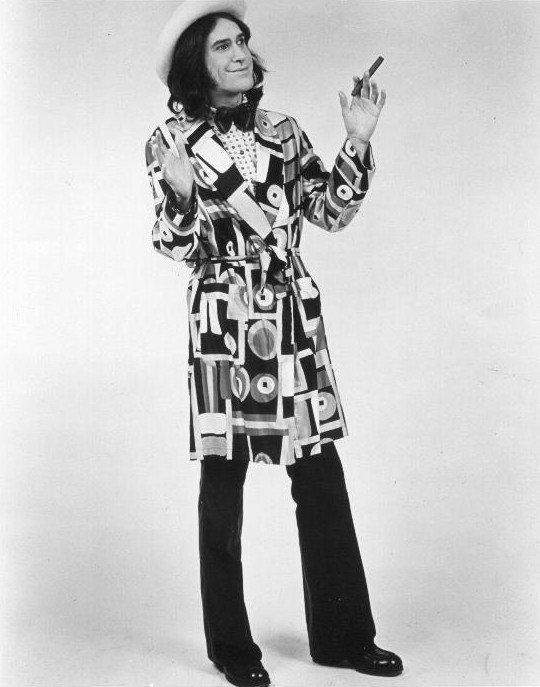
Ray Davies caracterizado como Mr. Flash, el antihéroe de su serie Preservation. El enemigo y rival de Flash es Mr. Black (encarnado por Dave durante las actuaciones), un ultra-purista y corporativista.

En 1973, Ray Davies comenzó a adoptar un estilo más teatral, que se manifestó con la ópera rock Preservation, una crónica de revolución social, y una ambiciosa consecuencia de su anterior obra dedicada a los valores de la clase media, Village Green Preservation Society. Además del proyecto Preservation, la formación de The Kinks se amplió para incluir instrumentos de viento y cantantes de respaldo, fundamentalmente para reconfigurar la banda y convertirla en una compañía de teatro.
Los problemas conyugales de Ray Davies durante este período comenzaron a afectar a la banda, en especial después de que su esposa, Rasa, lo abandonara en junio de 1973 y se llevara consigo a sus hijos. Davies entró en una depresión que culminó en un ataque de pánico en público en un concierto en julio de 1973 en el White City Stadium. Según la reseña del concierto hecha por la revista Melody Maker, comenzó a maldecir y comentar que estaba harto de todo. Al final del concierto, mientras sonaba música pregrabada por el sistema de PA, declaró que abandonaba el grupo. La revista Sounds dijo que Ray parecía estar «demacrado y enfermo» cuando besó a Dave Davies «gentilmente en la mejilla, antes de soltar la bomba». Posteriormente, Ray se desplomó debido a una sobredosis de drogas y fue llevado al hospital. Dave comentó después sobre el incidente:

Dios, fue horrible. Eso fue cuando Ray quiso matarse. Pensé que tenía un aspecto un poco raro después del espectáculo, lo que no sabía es que se había tomado un bote entero de pastillas de aspecto raro recetadas por un psiquiatra. Fue una mala época. Ray de repente anunció que iba a terminar con todo. Eran los tiempos en que su primera esposa le había abandonado. Le había abandonado y se había llevado a sus hijos en su cumpleaños [de Ray], sólo para retorcerle un poco más la hoja del cuchillo. Creo que se tomó las pastillas antes del concierto. Le comenté casi al final que se estaba comportando un poco raro. Yo no sabía lo que había pasado. Recibí una llamada diciéndome que estaba en el hospital. Recuerdo que cuando llegué al hospital ya le habían hecho un lavado de estómago y que la cosa no pintaba bien.

Con Ray Davies, en una condición aparentemente crítica, se discutió sobre la posibilidad de que Dave Davies pudiese seguir como «líder» llegado el caso. Finalmente, Ray superó la enfermedad y la depresión, a pesar de que durante el resto de la encarnación teatral de The Kinks, las actuaciones de la banda fueron irregulares y su popularidad, que ya había disminuido, descendió incluso más. John Dalton comentó después que cuando Davies «decidió volver al trabajo, no creo que estuviese totalmente recuperado, y que desde entonces ha sido una persona distinta».
A finales de 1973 lanzaron Preservation Act 1, que recibió reseñas generalmente negativas, mientras que su secuela, Preservation Act 2, apareció en mayo de 1974 y fue recibida de forma similar. Fue el primer disco grabado en Konk Studio; desde aquí en adelante, prácticamente todos los álbumes de The Kinks fueron producidos por Ray Davies en Konk. The Kinks se embarcó en una ambiciosa gira por Estados Unidos a finales de 1974 y en ella adaptaron la historia central de Preservation para su puesta en escena. El musicólogo Eric Weisbard dijo: «[Ray] Davies expandió a The Kinks y le sumó una compañía teatral de quizá unos doce actores, cantantes y músicos disfrazados [...] Más suave y prolija que en el disco, la presentación en vivo de Preservation también era más graciosa».
Poco después Davies comenzó un proyecto musical para Granada Television, Starmaker. Después de una emisión en la que aparecía Ray Davies como actor principal y The Kinks como banda de apoyo y actores secundarios, el proyecto finalmente se convirtió en el álbum conceptual The Kinks Present a Soap Opera, lanzado en mayo de 1975. En él, Davies fantasea sobre lo que ocurriría si una estrella del rock se convierte en un «tipo normal» y tuviese un trabajo de nueve a cinco. En agosto de 1975, grabaron lo que sería su último trabajo con tintes teatrales, Schoolboys in Disgrace, una biografía del antiguo Mr. Flash de los discos de Preservation. El disco tuvo un modesto éxito y llegó al puesto número 45 de la lista Billboard. Tras la finalización de su contrato con RCA, The Kinks firmó con Arista Records en 1976. Con el aliento de los directivos de Arista volvieron a la banda de cinco integrantes y volvieron a ser un grupo de arena rock. Durante este período, una versión de su canción «You Really Got Me» interpretada por Van Halen ingresó en el Top 40 y su posterior álbum debut, Van Halen, que incluía dicha versión, se posicionó en el puesto número 19 del Billboard. Esto logró estimular el resurgimiento comercial de The Kinks.

## Premios y reconocimientos
- El 17 de marzo de 2004, Ray fue galardonado, junto con Eric Clapton, con la CBE por la Reina Isabel II del Reino Unido por "Servicios a la música"
- El 22 de junio de 2004, gana el premio Mojo de cantautores, el cual reconoce "a un artista cuya carrera ha estado marcada por su habilidad con el material clásico sobre una base consistente."
- Ray también fue escogido como juez para la tercera edición de Independent Music Awards. Sus contribuciones ayudaron a asistir a las próximas carreras de artistas independientes.[21]
- Ray y The Kinks fueron la tercera banda británica (junto con The Who) que fue incluida en el Salón de la Fama del Rock.
- En 2005, Ray fue nombrado "indiscutiblemente como el compositor de rock más culto, inteligente y perspicaz" y The Kinks fueron admitidos en el Salón de la Fama del Rock del Reino Unido
- El 3 de octubre de 2006, Ray Davies fue galardonado con el BMI por su "duradera influencia en generaciones musicales".[22]